# Asociación Deportiva Naval
La Asociación Deportiva Naval, más conocida por sus siglas como ADN o Asdena, es una institución deportiva ecuatoriana de la ciudad de Guayaquil, perteneciente a la provincia del Guayas. Fue fundado el 20 de octubre de 1971 por integrantes de la Armada del Ecuador. Su principal rama es el fútbol, y actualmente juega en la Segunda Categoría de Ecuador. El equipo juega sus partidos en el estadio Alejandro Ponce Noboa.
Está afiliado a la Asociación de Fútbol del Guayas, Asociación de Basketball del Guayas, Federación Ecuatoriana de Remo y otras ramas deportivas anexas la FedeGuayas.

## Historia

### Básquet
La Asociación Deportiva Naval comenzó sus primeros años en el básquet en el año 1970. EL equipo se fue afianzando cuando ganó sus primeros títulos como campeón provincial de básquet, campeón del abierto de básquet y el subcampeonato de la Liga Ecuatoriana de Baloncesto.

### Rugby
Desde el 2010 se creó la sección de rugby con el nombre de Tiburones Rugby Club que compite en la zona sur del Campeonato Ecuatoriano de Rugby

## Palmarés
| Competición                        | Campeones   | Subcampeonatos |
| ---------------------------------- | ----------- | -------------- |
| Segunda Categoría del Guayas (2/1) | 1994, 2000. | 1997.          |

## Palmarés en otras disciplinas

### Atletismo
- Campeón Interclubes de Atletismo (1): 1983

- Campeón Interclubes de Atletismo (1): 2008

### Boxeo
- Campeón del Torneo Guantes de Oro Diario el universo: 1998
- Campeón del Torneo Guantes de Oro Senior (5): 2004
- Campeón Interclubes de Boxeo (1): 2004

### Basketball
- Campeón Provincial de Básquet (2): 1996, 2010
- Campeón Abierto de Básquet (1): 2011
- Subcampeón de la Liga Ecuatoriana de Baloncesto (1): 2012.

### Natación
- Campeón Nacional de Natación (5): 2010
- Campeón Copa Internacional de Natación Ciudad de Guayaquil (1): 2011
- Campeón Copa Ecuatoriana Juvenil y Mayores (1): 2010

### Regata
- Campeón Provincial de Regatas Rio Guayas (1): 2010
- Campeón Regatas Guayaquil-Posorja (3): 2000, 2001, 2002

### Softbol
- Campeón Copa Armada del Ecuador (1): 2004

### Taekwondo
- Campeón Interclubes de Taekwondo 2019

### Yolas
- Campeón Copa Armada  (1): 2005

### Triatlón
- Campeón de triatlón del Guayas (2): 2006, 2007

### Kayak
- Campeón Provincial de Kayak (1): 2005

### Levantamiento de pesas
- Campeonato absoluto interclubes de levantamiento de pesas Masculino(3): 2004, 2005, 2007
- Campeonato absoluto interclubes de levantamiento de pesas Femenino(2): 2006, 2007